# Maria Lassnig
Maria Lassnig (Krasta, 8 settembre 1919 – Vienna, 6 maggio 2014) è stata una pittrice austriaca.

## Biografia
Tra il 1941 ed il 1944 frequentò l'Accademia di belle arti di Vienna, per proseguire dal 1945 la propria formazione come autodidatta. Fece numerosi viaggi in Francia, stabilendosi a Parigi dal 1961 al 1968, anno in cui partì per gli Stati Uniti e si fermò a New York.
Nel 1946 i suoi quadri erano figurativi e tradivano l'influsso di Oskar Kokoschka e di Herbert Boeckl; a somiglianza di quest'ultimo a partire dal 1948 iniziò con l'impegnarsi per una maggiore costruttività dei suoi quadri.
I suoi disegni che furono esposti a Vienna nel 1951 nel quadro della Hundsgruppe si rifanno al surrealismo ed il loro carattere amorfo richiama paesaggi acquatici. Nello stesso anno Benjamin Peret scrisse una prefazione ad un suo album surrealista: il Giardino delle Passioni.
Nel 1952 presentò all'Art Club Keller di Vienna le sue prime opere non figurative; in seguito tornò a tematiche surrealistiche.